# Georges Vantongerloo
Georges Vantongerloo (Antwerpen, 24 november 1886 – Parijs, 5 oktober 1965) was een kunstschilder, beeldhouwer en architect van Belgische afkomst. Met een ijzeren consequentie ondernam de kunstenaar een onderzoek naar schoonheid, licht en energie in zijn "kunstlaboratorium".

Je travaille en vérité et pour la vérité
— Georges Vantongerloo, 1919.

## Biografie
Vantongerloo volgde omstreeks 1900 een opleiding aan de Koninklijke Academie voor Schone Kunsten in Brussel en de Koninklijke Academie voor Schone Kunsten van Antwerpen. Tussen 1910 en 1917 maakte hij beelden in figuratieve stijl, die geleidelijk van academisch naar post-impressionistisch evolueerde. Hij was een belangrijke pionier van de abstracte schilderkunst.
Tijdens de Eerste Wereldoorlog raakte hij in 1914 als soldaat van het Belgische leger gewond, waarna hij het front mocht verlaten. Gedurende de rest van deze oorlog verbleef hij als vluchteling in Voorburg bij Den Haag, waar hij in oktober 1917 op een solotentoonstelling bij Kunstkring Hollando-Belge voor het eerst ook schilderijen exposeerde. In Den Haag ontmoette hij de futurist Jules Schmalzigaug, die hem ongetwijfeld heeft ingeleid tot de moderne kunst. Niet lang daarna kwam hij in contact met Theo van Doesburg, Bart van der Leck en Piet Mondriaan. In 1917 raakte hij betrokken bij kunstbeweging en tijdschrift De Stijl. In november 1918 onderschreef hij, naast Theo van Doesburg, Robert van 't Hoff, Vilmos Huszár, Anthony Kok, Piet Mondriaan en Jan Wils, het Eerste Manifest van de gelijknamige groep.
In Voorburg begon hij zich te verdiepen in de wiskunde, die hem, zo was zijn overtuiging, in staat zou stellen om het grote mysterie van de kosmos in meetbare vormen weer te geven. Hij stortte zich op de bestudering van geometrie, natuurkunde en kosmologie. Hij pleitte voor een wetmatige beeldende kunst met zuiver mathematische verhoudingen. Vanaf 1917 maakte hij zuiver geometrisch abstracte werken. Zijn traliewerkachtige composities lijken van op afstand volkomen willekeurig, maar de plaatsing van de lijnen en vlakken wordt nagenoeg volledig bepaald door mathematisch bepaalde verhoudingen. De aard van de kleur was bepalend voor de grootte van het kleurvlak.
In tegenstelling tot Piet Mondriaan week hij gaandeweg af van de allesoverheersende rechte lijn en hoek en schilderde ook andere meetkundige vormen zoals cirkel en ovaal. Buiten de primaire kleuren (magenta, cyaan en geel) paste hij ook mengkleuren toe. Daardoor vervreemdde hij van het puristische De Stijl idioom en verliet de groep in 1921. Vantongerloo beriep zich ook binnen de Stijlgroep het meest op de exacte wetenschappen. Hij trachtte de kleurwetmatigheden te achterhalen, door geluids- en kleurharmonieën met elkaar te verbinden.
In 1919 verhuisde hij met zijn Nederlandse vrouw Tine naar Menton in Zuid-Frankrijk. Hij voorzag in hun onderhoud met bronzen portretbustes en traditionele schilderijen. Hij kwam in contact met Max Bill die veel van zijn tentoonstellingen organiseerde. In 1924 publiceerde Vantongerloo het pamflet "l'Art et son avenir". In 1928 verhuisde de kunstenaar-theoreticus naar Parijs. Hier gaf hij onder andere les aan Nicolaas Warb (toen nog Sophia (Fine) Elisabeth Warburg). In 1931 was hij samen met Theo van Doesburg, Naum Gabo en Antoine Pevsner stichter van de kunstbeweging Abstraction-Création in Parijs.
In de jaren twintig en dertig van de 20e eeuw deed hij onderzoek naar de ruimtelijke en volumetrische verhoudingen en paste die toe in zogenoemde "Sferische constructies" of "Interrelaties van massa's". Gaandeweg evolueerden de werken van Vantongerloo van compacte massa's tot meer open constructies waar lucht en ruimte een belangrijke rol speelden. Deze ontwikkeling vond plaats mede onder de invloed van de Poolse kunstenares Katarzyna Kobro. Vantongerloo slaagde er als eerste in om de esthetische principes van de nieuwe beelding toe te passen in sculpturen. Hij ontwierp ook vliegvelden, bruggen en andere infrastructuur, maar geen van zijn planologische en bouwkundige ontwerpen is ooit uitgevoerd. In 1931 gaf hij zijn ambities op dit terrein dan ook op.
Vanaf het midden van de jaren veertig paste hij steeds meer gebogen lijnen toe in reeksen van zeer fijne beeldhouwwerken met gebogen repen van ijzer, nikkel en zilver, die zich demonstratief als linten om hun as kronkelen. Deze werken noemde hij "Eindeloze Ruimte" of "Kosmisch Element". Het zijn draadsculpturen die ruimte en dynamiek suggereren. In 1936 nam hij deel aan de tentoonstelling "Cubism and Abstract Art" in het Museum of Modern Art te New York. In 1943 ging zijn eerste solo-tentoonstelling door in de Galerie de Berri te Parijs.
Vanaf de late jaren veertig werkte hij meer met intuïtieve, organische vormen in plexiglas die verwijzen naar kosmische begrippen als ruimte, oneindigheid, beweging enz. Hij experimenteerde met nieuwe materialen als perspex, voor transparante constructies die sterrenstelsels en kosmische oneindigheid verbeelden. In 1949 ging een groepstentoonstelling door in het Kunsthaus Zürich te Zürich samen met Max Bill en Antoine Pevsner. In 1962 ging er een grote retrospective van Vantongerloo door in de Marlborough New London Gallery. Vantongerloo's werk heeft verwantschappen met de stijlbeweging Zero. Zijn werk is over geheel Europa te vinden in de belangrijkste musea voor moderne kunst.

## Werk

### Publicaties
- 'Réflexions', De Stijl, 1e jaargang, nummer 9 (juli 1918): p. 97-102. Zie Digital Dada Library.
- ‘Le gondolier d’Alex. Archipenko’, De Stijl, 1e jaargang, nummer 11 (september 1918): p. 134-135. Zie Digital Dada Library.
- 'Réflexions (II). La création, le visible, la substance. Le tout, la force, le point', De Stijl, 2e jaargang, nr. 2 (december 1918): p. 21-22. Zie Digital Dada Library.
- 'Réflexions (II). Le tout, la force, le point. (suite)', De Stijl, 2e jaargang, nr. 3 (januari 1919): p. 35-36. Zie Digital Dada Library.
- 'Réflexions II (suite). De l'absolu', De Stijl, 2e jaargang, nr. 5 (maart 1919): p. 55-57. Zie Digital Dada Library.
- 'Réflexions (suite). Création', De Stijl, 2e jaargang, nummer 7 (mei 1919): p. 77-79. Zie Digital Dada Library.
- 'Réflexions (fin). De l'invisible', De Stijl, 2e jaargang, nummer 8 (juni 1919): p. 89-91. Zie Digital Dada Library.
- 'Réflexions (III). La Science, l'Homme de Science, le Vrai', De Stijl, 3e jaargang, nummer 2 (december 1919): pp. 19–21. Zie Digital Dada Library.
- G. Vantongerloo (januari 1920) 'Réflexions III. (Suite). La science, l'homme de science, le vrai', De Stijl, 3e jaargang, nummer 3, pp. 31–32. Zie Digital Dada Library.
- G. Vantongerloo (februari 1920) 'Réflexions III (fin)', De Stijl, 3e jaargang, nummer 4, pp. 21–24 [eigenlijk 33-36]. Zie Digital Dada Library.

### Beeldhouwwerken
- Construction dans la sphère. 1917. Gips, verzilverd. 17,8 × 14 × 17,2 cm. New York, Museum of Modern Art. Zie MoMA Provenance Research Project.
- Constructie in de atmosfeer. 1918. Privéverzameling. Afgebeeld als Beeldje in Theo van Doesburg (1919). Drie Voordrachten over de Nieuwe Beeldende Kunst. Amsterdam: Maatschappij voor Goede en Goedkoope Lectuur, p. 98. Zie Digital Dada Library.
- Constructie uit een ovaal. 1918. Blauw, geel en rood beschilderd mahonie. 17 × 7 × 7 cm. Privéverzameling.[5]
- Rapport des volumes. 1919. Zandsteen. 22,5 × 13,7 × 13,7 cm. Londen, Tate Modern. Zie Tate Online.
- Construction de rapports de volumes. 1921. Mahonie. 41 × 14,4 × 14,5 cm. New York, Museum of Modern Art. Zie Museum of Modern Art Provenance Research Project.
- Construction des rapports des volumes émanante du carré inscrit et le carré circonscrit d’un cercle. 1924. Wit beschilderd, gegoten beton. Venetië, Peggy Guggenheim Collectie. Hoogte 30 cm, breedte 25,5 cm. Zie Peggy Guggenheim Collection.
- Rapport des volumes de l'ellipsoïde. 1926. Gips. 40 × 47 × 26 cm. Chicago, Art Institute of Chicago. Zie artic.edu
- SxR/3. 1936. Mahonie. 56 × 70 × 57 cm. Lissabon, Berardo Collection. Zie The Berardo Collection.

### Schilderijen
- Zittende vrouw. 1916. Olieverf op doek. 33,5 × 44 cm. Otterlo, Kröller-Müller Museum. Zie vaste collectie Kröller-Müller Museum.
- Compositie. 1917-1918. Olieverf op doek. 36 × 54 cm. Parijs, Centre Georges Pompidou. Zie centrepompidou.fr.
- Studie Nr. II. 1919-1920. Caseïne op doek. 30 × 22,5 cm. Gent, Museum voor Schone Kunsten (Gent).  Zie .
- Compositie II [...]. 1921. Olieverf op doek op karton. 33 × 37,5 cm. New York, Museum of Modern Art. Zie MoMA Provenance Research Project.
- Etendue fermée (Gesloten uitbreiding). 1936. Olieverf en gesso op paneel. Afmetingen onbekend. Otterlo, Kröller-Müller Museum. Zie vaste collectie Kröller-Müller Museum[dode link].
- No. 98 2478 rouge/135 vert (Nr. 98 2478 rood/135 groen). 1936. Olieverf op paneel. 57,5 × 56,8 cm. Londen, Tate Modern. Zie Tate Online.
- Fonction de lignes-noir rouge. 1936. Olieverf en gesso op triplex. 82 × 100 cm. Amsterdam, Christie's (7 december 2006). Zie externe link[dode link].[6]
- Curven. 1938. Olieverf op paneel. 101,8 × 70,5 cm. Londen, Annely Juda Fine Art (1 maart-22 april 2006). Zie Annely Juda Fine Art[dode link]
- Relations de lignes et couleurs. 1939. Olieverf op karton. 72,6 × 53,3 cm. New York, Museum of Modern Art. Zie MoMA Provenance Research Project.

### Meubels
- Bureau voor typemachine. 1920. Hout, beschilderd. 60 × 60 × 40 cm. Londen, Annely Juda Fine Art (1 maart-22 april 2006). Zie Annely Juda Fine Art[dode link]

## Tentoonstellingen (selectie)
- Georges Vantongerloo: Voor een nieuwe wereld, van 23 januari t/m 16 mei 2010 in het Gemeentemuseum Den Haag in Den Haag[7]

## Verder lezen
- Anoniem [Theo van Doesburg] (december 1919) 'Aanteekeningen bij Bijlage II', De Stijl, 3e jaargang, nummer 2, p. 23.
- Max Bill, Georges Vantongerloo (1981) Georges Vantongerloo 1886-1965 [tentoonstellingscatalogus], Brussel: Koninklijke Musea voor Schone Kunsten van België.
- Jan Ceuleers, Hilde Pauwels (1996) Georges Vantongerloo, 1886-1965, [Gent]: Snoeck-Ducaju, [Antwerpen]: Pandora, [Antwerpen]: Ronny Van de Velde.